# Europas Grand Prix 2011
Europas Grand Prix 2011, officiellt 2011 Formula 1 Grand Prix of Europe, var en Formel 1-tävling som hölls den 26 juni 2011 på Valencia Street Circuit i Valencia, Spanien. Det var den åttonde tävlingen av Formel 1-säsongen 2011 och kördes över 57 varv. Vinnare av loppet blev Sebastian Vettel för Red Bull, tvåa blev Fernando Alonso för Ferrari, och trea blev Mark Webber för Red Bull.

## Kvalet
| KR. | Nr | Förare             | Konstruktör          | Q1       | Q2       | Q3        | Grid |
| --- | -- | ------------------ | -------------------- | -------- | -------- | --------- | ---- |
| 1   | 1  | Sebastian Vettel   | Red Bull-Renault     | 1.39,116 | 1.37,305 | 1.36,975  | 1    |
| 2   | 2  | Mark Webber        | Red Bull-Renault     | 1.39,956 | 1.38,058 | 1.37,163  | 2    |
| 3   | 3  | Lewis Hamilton     | McLaren-Mercedes     | 1.39,244 | 1.37,727 | 1.37,380  | 3    |
| 4   | 5  | Fernando Alonso    | Ferrari              | 1.39,725 | 1.37,930 | 1.37,454  | 4    |
| 5   | 6  | Felipe Massa       | Ferrari              | 1.38,413 | 1.38,566 | 1.37,535  | 5    |
| 6   | 4  | Jenson Button      | McLaren-Mercedes     | 1.39,453 | 1.37,749 | 1.37,645  | 6    |
| 7   | 8  | Nico Rosberg       | Mercedes             | 1.39,266 | 1.38,373 | 1.38,231  | 7    |
| 8   | 7  | Michael Schumacher | Mercedes             | 1.39,198 | 1.38,365 | 1.38,240  | 8    |
| 9   | 9  | Nick Heidfeld      | Renault              | 1.39,877 | 1.38,781 | Ingen tid | 9    |
| 10  | 14 | Adrian Sutil       | Force India-Mercedes | 1.39,329 | 1.39,034 | Ingen tid | 10   |
| 11  | 10 | Vitalij Petrov     | Renault              | 1.39,690 | 1.39,068 |           | 11   |
| 12  | 15 | Paul di Resta      | Force India-Mercedes | 1.39,852 | 1.39,422 |           | 12   |
| 13  | 11 | Rubens Barrichello | Williams-Cosworth    | 1.39,602 | 1.39,489 |           | 13   |
| 14  | 16 | Kamui Kobayashi    | Sauber-Ferrari       | 1.40,131 | 1.39,525 |           | 14   |
| 15  | 12 | Pastor Maldonado   | Williams-Cosworth    | 1.39,690 | 1.39,645 |           | 15   |
| 16  | 17 | Sergio Pérez       | Sauber-Ferrari       | 1.39,494 | 1.39,657 |           | 16   |
| 17  | 18 | Sébastien Buemi    | Toro Rosso-Ferrari   | 1.39,679 | 1.39,711 |           | 17   |
| 18  | 19 | Jaime Alguersuari  | Toro Rosso-Ferrari   | 1.40,232 |          |           | 18   |
| 19  | 20 | Heikki Kovalainen  | Lotus-Renault        | 1.41,664 |          |           | 19   |
| 20  | 21 | Jarno Trulli       | Lotus-Renault        | 1.42,234 |          |           | 20   |
| 21  | 24 | Timo Glock         | Virgin-Cosworth      | 1.42,553 |          |           | 21   |
| 22  | 23 | Vitantonio Liuzzi  | HRT-Cosworth         | 1.43,584 |          |           | 22   |
| 23  | 25 | Jérôme d'Ambrosio  | Virgin-Cosworth      | 1.43,735 |          |           | 23   |
| 24  | 22 | Narain Karthikeyan | HRT-Cosworth         | 1.44,363 |          |           | 24   |

| Vidare från första kvalrundan ▬▬ Vidare från andra kvalrundan ▬▬ |

## Loppet
| Pos. | Nr | Förare             | Konstruktör          | Varv | Tid         | Grid | P  |
| ---- | -- | ------------------ | -------------------- | ---- | ----------- | ---- | -- |
| 1    | 1  | Sebastian Vettel   | Red Bull-Renault     | 57   | 1:39.36,169 | 1    | 25 |
| 2    | 5  | Fernando Alonso    | Ferrari              | 57   | +10,891     | 4    | 18 |
| 3    | 2  | Mark Webber        | Red Bull-Renault     | 57   | +27,255     | 2    | 15 |
| 4    | 3  | Lewis Hamilton     | McLaren-Mercedes     | 57   | +46,190     | 3    | 12 |
| 5    | 6  | Felipe Massa       | Ferrari              | 57   | +51,705     | 5    | 10 |
| 6    | 4  | Jenson Button      | McLaren-Mercedes     | 57   | +1.00,065   | 6    | 8  |
| 7    | 8  | Nico Rosberg       | Mercedes             | 57   | +1.38,090   | 7    | 6  |
| 8    | 19 | Jaime Alguersuari  | Toro Rosso-Ferrari   | 56   | +1 varv     | 18   | 4  |
| 9    | 14 | Adrian Sutil       | Force India-Mercedes | 56   | +1 varv     | 10   | 2  |
| 10   | 9  | Nick Heidfeld      | Renault              | 56   | +1 varv     | 9    | 1  |
| 11   | 17 | Sergio Pérez       | Sauber-Ferrari       | 56   | +1 varv     | 16   |    |
| 12   | 11 | Rubens Barrichello | Williams-Cosworth    | 56   | +1 varv     | 13   |    |
| 13   | 18 | Sébastien Buemi    | Toro Rosso-Ferrari   | 56   | +1 varv     | 17   |    |
| 14   | 15 | Paul di Resta      | Force India-Mercedes | 56   | +1 varv     | 12   |    |
| 15   | 10 | Vitalij Petrov     | Renault              | 56   | +1 varv     | 11   |    |
| 16   | 16 | Kamui Kobayashi    | Sauber-Ferrari       | 56   | +1 varv     | 14   |    |
| 17   | 7  | Michael Schumacher | Mercedes             | 56   | +1 varv     | 8    |    |
| 18   | 12 | Pastor Maldonado   | Williams-Cosworth    | 56   | +1 varv     | 15   |    |
| 19   | 20 | Heikki Kovalainen  | Lotus-Renault        | 55   | +2 varv     | 19   |    |
| 20   | 21 | Jarno Trulli       | Lotus-Renault        | 55   | +2 varv     | 20   |    |
| 21   | 24 | Timo Glock         | Virgin-Cosworth      | 55   | +2 varv     | 21   |    |
| 22   | 25 | Jérôme d'Ambrosio  | Virgin-Cosworth      | 55   | +2 varv     | 23   |    |
| 23   | 23 | Vitantonio Liuzzi  | HRT-Cosworth         | 54   | +3 varv     | 22   |    |
| 24   | 22 | Narain Karthikeyan | HRT-Cosworth         | 54   | +3 varv     | 24   |    |

| Förare och stall som tog poäng ▬▬ |

## Ställning efter loppet
|   | Pos. | Förare           | Poäng |
| - | ---- | ---------------- | ----- |
| ▬ | 1    | Sebastian Vettel | 186   |
| ▬ | 2    | Jenson Button    | 109   |
| ▬ | 3    | Mark Webber      | 109   |
| ▬ | 4    | Lewis Hamilton   | 97    |
| ▬ | 5    | Fernando Alonso  | 87    |

|   | Pos. | Konstruktör      | Poäng |
| - | ---- | ---------------- | ----- |
| ▬ | 1    | Red Bull-Renault | 295   |
| ▬ | 2    | McLaren-Mercedes | 206   |
| ▬ | 3    | Ferrari          | 129   |
| ▬ | 4    | Renault          | 61    |
| ▬ | 5    | Mercedes         | 58    |

- Notering: Endast de fem bästa placeringarna i vardera mästerskap finns med på listorna.